# Ted Turner
Robert Edward Turner zvaný Ted Turner (* 19. listopadu 1938, Cincinnati) je americký podnikatel v oblasti médií. Založil zpravodajskou televizi CNN, první kanál, který vysílal 24 hodin denně zprávy, a kabelovou televizi WTBS, která byla průkopnicí ve vysílání programu různých televizních stanic. Jako filantrop je znám darem jedné miliardy dolarů Organizaci spojených národů, díky němuž vznikla nadace United Nations Foundation. Věnoval se také problémům odzbrojení a ochrany životního prostředí.

## Život
Vyrostl v bohaté rodině, jeho otec vlastnil reklamní agenturu v Atlantě. Turner studoval na Brownově univerzitě, ale po třech letech byl vyloučen, prý za erotické hrátky na koleji. Celkem byl třikrát ženatý, zplodil pět dětí. Od 26 let se věnoval plachtění, dokonce byl i v přípravných závodech na Olympijské hry v roce 1964.

### Manželky
První manželka se jmenovala Julia Gale Nye mezi lety 1960–1964, sňatek byl ukončen rozvodem. Mezi lety 1965–1988 měl za ženu Jane Shirley Smith. V letech 1991–2001 byla jeho manželkou známá herečka Jane Fondová.

## Podnikání
Ted Turner začal pracovat v otcově firmě Turner Advertising Company v roce 1960. Jeho otec spáchal v roce 1963 sebevraždu a Ted firmu převzal, tehdy mu bylo 24 let. Roku 1970 koupil atlantskou televizní stanici UHF (později přejmenovanou na WTBS a TBS). Vstup do kabelové sítě přinesl zisky. Roku 1980 založil CNN (Cable News Network). Za vydělané prostředky koupil roku 1986 filmové studio Metro-Goldwyn-Mayer. Ovšem brzy ho musel prodat, neboť jeho sportovní investice ho zatížily dluhy (v roce 1976 koupil baseballový tým Atlanta Braves, rok poté basketbalový tým Atlanta Hawks). V roce 1996 se jeho firma Turner Broadcasting System spojila s Time Warner za 7,5 miliardy dolarů. V roce 2001 přikoupil internetovou firmu AOL.